# Oswaldo Moreno (analista)
Oswaldo Moreno Ramírez(Guayaquil, 21 de febrero de 1975) es un analista y consultor político ecuatoriano, especializado en estrategia y diseño de campañas electorales.

## Biografía
Realizó sus estudios superiores en la Universidad Católica Santiago de Guayaquil donde obtuvo el título de Licenciado en Ciencias Sociales y Políticas. Posee también un diplomado en Ciencias Políticas, así como otro en Asesoría de Campañas Electorales.

## Trayectoria
Fue docente de la Universidad Pontificia de Salamanca. Ha trabajado con distintos partidos políticos de Latinoamérica. Pertenece a la agencia de consultoría política Consultores Políticos Independientes, de la cual es director regional de Latinoamérica desde 2004. Dentro de Ecuador se ha posicionado como un analista político profesional tras varios años expresando los resultados de su análisis de sucesos electorales y desarrollo político del país, tanto de manera local como internacional, exponiendo su punto de vista en diarios como el New York Times, Sputnik, El País, Público, El Telégrafo, etc. Paralelamente a la actividad de consultoría política, desde su faceta de analista político ha creado el programa de capacitación denominado Capacitación Política Ciudadana. Se ha destacado como experto en procesos electorales a nivel nacional, y como realizador de campañas políticas reconocidas y premiadas.
En 2013 resultó ganador de los Napolitan Victory Awards debido a su trabajo realizado en campañas electorales de Ecuador. Resultó elegido como ganador del Premio Pollie por Mejor Campaña Internacional, Mejor Manejo de Crisis y Mejor Programa de Entrenamiento Electoral en el mismo año. Ganó el premio Reed Latino en el 2015 en la categoría de Manejo de Crisis Electoral.